# Карл Йозеф Антон фон Ауершперг
Карл Йозеф Антон фон Ауершперг (на немски: Karl Josef Anton von Auersperg) е 5. княз на Ауершперг и херцог на Готшее (Kočevje), граф на Тенген и на Велс.

## Биография
Роден е на 17 февруари 1720 година във Виена, Хабсбургска монархия. Той е най-големият син на княз Хайнрих Йозеф фон Ауершперг (1697 – 1783) и първата му съпруга принцеса Мария Доминка фон Лихтенщайн (1698 – 1724), дъщеря на княз Йохан Адам I Андреас фон Лихтенщайн (1656 – 1712) и графиня Ердмунда Мария фон Дитрихщайн-Николсбург (1662 – 1737). Брат е на княз Йохан Адам Йозеф (1721 – 1795) и полубрат на Йозеф Франц Антон фон Ауершперг (1734 – 1795), кардинал, княжески епископ на Пасау (1784 – 1795).
През 1790 г. той е приет в австрийския рицарски Орден на Златното руно.
Умира на 2 октомври 1800 година в Лозенщайн, Австрия, на 80-годишна възраст.

## Фамилия
Карл Йозеф Антон фон Ауершперг се жени на 31 май 1744 г. във Виена за графиня Мария Йозефа фон Траутсон-Фалкенщайн (* 25 август 1724, Виена; † 10 май 1792, Прага, Бохемия), наследничка на нейната фамилия, дъщеря на княз Йохан Вилхелм фон Траутзон граф фон Фалкенщайн (1700 – 1775) и графиня Мария Йозефа Унгнад фон Вайсенволф (1703 – 1730). Те имат 13 деца:
- Мария Франциска (* 30 август 1745; † 2 октомври 1818), омъжена I. 1768 г. за граф Франц фон Даун, княз на Тиано († 1771), II. 1789 г. за граф Георг фон Шелтоън
- Мария Йозефа (* 17 декември 1746; † 13 ноември 1756)
- Хайнрих (* 6 февруари 1748; † 17 август 1750)
- Вилхелм Игнациус Кайетанус Фиделис Романус Лауренциус Йозефус (* 9 август 1749, Виена; † 16 март 1822, Прага), 6 княз на Ауершперг, херцог на Готшее, покняжен граф на Тенген и Велс, женен в Докси (дворец Хиршберг), Бохемия на 1 февруари 1776 г. за графиня Леополдина фон Валдщайн, господарка на Вартенберг (* 7 август 1761; † 30 ноември 1846)
- Карл Йозеф Франц де Паула Урсула фон Ауершперг-фон Траутзон (* 21 октомври 1750; † 8 декември 1822, Виена), княз на Траутзон, женен 1776 г. за принцеса Мария Йозефа фон Лобковиц (* 8 август 1756; † 4 септември 1823)
- Мария Франциска де Паула (* 11 декември 2.1752, Виена; † 13 септември 1791, Брно/Брюн), омъжена във Виена на 8 юни 1775 г. за княз Карл фон Залм-Райфершайт-Райц (* 3 април 1750; † 16 юни 1838)
- Мария Кристина (* 18 февруари 1754; † 23 юни 1791), омъжена 1776 г. за граф Йозеф Йохан фон Зайлерн и Ашпанг (* 25 август 1752; † 26 март 1838)
- Йозеф (* 18 ноември 1756; † 1758)
- Йохан (* 29 юни 1758; † 11 май 1759)
- Антон (* 28 декември 1759; † 7 февруари 1767)
- Мария Алойзия Йозефа Антония Йохана Непомуцена Бенигна (* 21 ноември 1762; † 19 май 1825), омъжена във Виена на 7 май 1787 г. за княз Йохан Алойз II фон Йотинген-Йотинген и Йотинген-Шпилберг (* 16 април 1758; † 27 юни 1797)
- Винценц Ферериус Регналдус Алойзиус Йозефус Кайетанус граф фон Ауершперг (* 31 август 1763; † 4 юни 1833), женен на 22 май 1805 г. за графиня Мария Алойзия фон Клам и Галас (* 8 октомври 1774; † 27 февруари 1831)
- Мария Елизабет (* 6 февруари 1768; † 21 март 1768)